# Rumex romassa
Rumex romassa är en slideväxtart som beskrevs av Esprit Alexandre Remy. Rumex romassa ingår i släktet skräppor, och familjen slideväxter. Inga underarter finns listade i Catalogue of Life.